# Neporadza, Rimavská Sobota
Neporadza (în maghiară Naprágy) este o comună slovacă, aflată în districtul Rimavská Sobota din regiunea Banská Bystrica. Localitatea se află la altitudinea de 216 m deasupra n.m., se întinde pe o suprafață de 7,02 km2 și în 2017 număra 246 de locuitori.

## Istoric
Localitatea Neporadza este atestată documentar din 1254.

## Demografie
| An:                | 1994 | 2004   | 2014    | 2024    |
| ------------------ | ---- | ------ | ------- | ------- |
| Număr de persoane: | 312  | 313    | 251     | 299     |
| Diferență:         |      | +0,32% | −19,80% | +19,12% |

| An:                | 2023 | 2024   |
| ------------------ | ---- | ------ |
| Număr de persoane: | 302  | 299    |
| Diferență:         |      | −0,99% |

## Personalități
- Demetrius Napragyi (1564-1619), episcop de Alba Iulia